# Graphops marcassita
Graphops marcassita är en skalbaggsart som först beskrevs av George Robert Crotch 1873.  Graphops marcassita ingår i släktet Graphops och familjen bladbaggar.

## Underarter
Arten delas in i följande underarter:
- G. m. marcassita
- G. m. pugitana